# Physochlaina capitata
Physochlaina capitata là loài thực vật có hoa trong họ Cà. Loài này được A.M. Lu miêu tả khoa học đầu tiên năm 1978.